# Mecistogaster lucretia
Mecistogaster lucretia är en trollsländeart. Mecistogaster lucretia ingår i släktet Mecistogaster och familjen Pseudostigmatidae.

## Underarter
Arten delas in i följande underarter:
- M. l. hauxwelli
- M. l. lucretia